# Saint-Amand-de-Vergt
Saint-Amand-de-Vergt ist eine französische Gemeinde mit 245 Einwohnern (Stand 1. Januar 2022) im Département Dordogne in der Region Nouvelle-Aquitaine (vor 2016: Aquitanien). Die Gemeinde gehört zum Arrondissement Périgueux und zum Kanton Périgord Central.
Der Name in der okzitanischen Sprache lautet Sench Amand de Vern und leitet sich vom heiligen Amandus von Bordeaux ab. Der Zusatz „de-Vergt“ wurde 1730 angefügt, um die Gemeinde von anderen Gemeinden gleichen Namens zu unterscheiden.
Die Einwohner werden Saint-Amandinois und Saint-Amandinoises oder Saint-Amandois und Saint-Amandoises genannt.

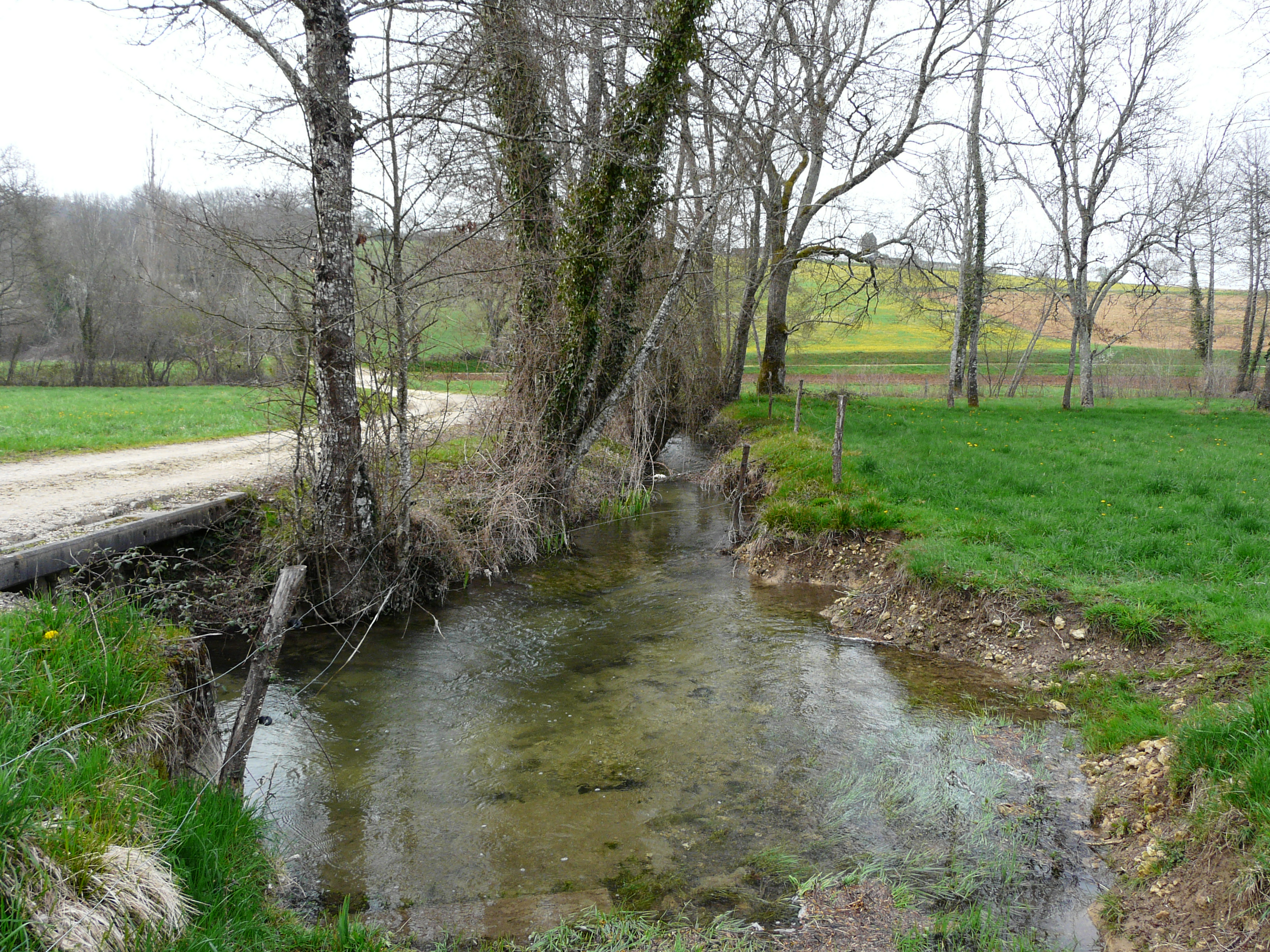
Der Caudeau bei Saint-Amand-de-Vergt

## Geographie
Saint-Amand-de-Vergt liegt ca. 25 km südlich von Périgueux und ca. 25 km nordöstlich von Bergerac an den Grenzen der Gebiete Périgord Central, Bergeracois und Landais der historischen Provinz Périgord.
Umgeben wird Saint-Amand-de-Vergt von den Nachbargemeinden:
| Saint-Maime-de-Péreyrol | Vergt                                       |                           |
| Fouleix                 | Kompassrose, die auf Nachbargemeinden zeigt | Saint-Michel-de-Villadeix |
|                         | Val de Louyre et Caudeau                    |                           |

Saint-Amand-de-Vergt liegt im Einzugsgebiet des Flusses Dordogne.
Der Caudeau, einer seiner Nebenflüsse, bildet teilweise eine natürliche Grenze zur südlichen Nachbargemeinde Val de Louyre et Caudeau. Der Retz, ein Nebenfluss des Caudeau, fließt abschnittsweise an der Grenze zur westlichen Nachbargemeinde Fouleix entlang.

## Geschichte
Die Geschichte der Gemeinde geht bis in das 10. und 12. Jahrhundert zurück. Der örtlichen Überlieferung nach waren es Mönche des Ordens des heiligen Amandus, die dem Ort seinen Namen gaben.
Die Geschichte von Saint-Amand-de-Vergt ist gekennzeichnet von aufeinanderfolgenden Kriegen. Der Hundertjährige Krieg zwischen 1337 und 1453 war eine Auseinandersetzung zwischen der englischen und der französischen Krone. Das Périgord war in dieser Zeit in weiten Teilen von blutigen Gefechten und Plünderungen betroffen. Ein Jahrhundert später forderten die Hugenottenkriege (1562–1598) einen Blutzoll. Die Erhebung von neuen Steuern trotz einer allgemeinen Notlage führte vom ausgehenden 16. Jahrhundert bis zur Mitte des 17. Jahrhunderts zur Rebellion der Croquants.

### Toponymie
Toponyme und Erwähnungen von Saint-Amand-de-Vergt waren:
- Sen Chaman (Kirchenregister des 13. Jahrhunderts),
- Sanctus Amandus (1382, Bericht von Pierre des Mortiers),
- Saint-Amand de Villadeix (Karte von Belleyme),
- Saint-Amand de Verg (Notarielle Urkunde),
- Saint Amand de Villadeix (1750, Karte von Cassini),
- Saint Amant (1793, Notice Communale),
- Saint Amand (1801 und 1873, Bulletin des Lois bzw. Dictionnaire topographique du département de la Dordogne).[5][6][7]

### Einwohnerentwicklung
Nach Beginn der Aufzeichnungen stieg die Einwohnerzahl in der Mitte des 19. Jahrhunderts auf einen Höchststand von rund 810. In der Folgezeit sank die Größe der Gemeinde bei kurzen Erholungsphasen bis zu den 1990er Jahren auf rund 175 Einwohner, bevor sich eine Phase moderaten Wachstums einstellte, die heute noch anhält.
| Jahr      | 1962 | 1968 | 1975 | 1982 | 1990 | 1999 | 2006 | 2010 | 2022 |
| --------- | ---- | ---- | ---- | ---- | ---- | ---- | ---- | ---- | ---- |
| Einwohner | 246  | 235  | 207  | 176  | 173  | 199  | 207  | 216  | 245  |

## Partnerschaft
Saint-Amand-de-Vergt unterhält über den ehemaligen Kanton Vergt seit 1996 eine Gemeindepartnerschaft mit Saint-Jacques-de-Montcalm in der kanadischen Provinz Québec.

## Sehenswürdigkeiten

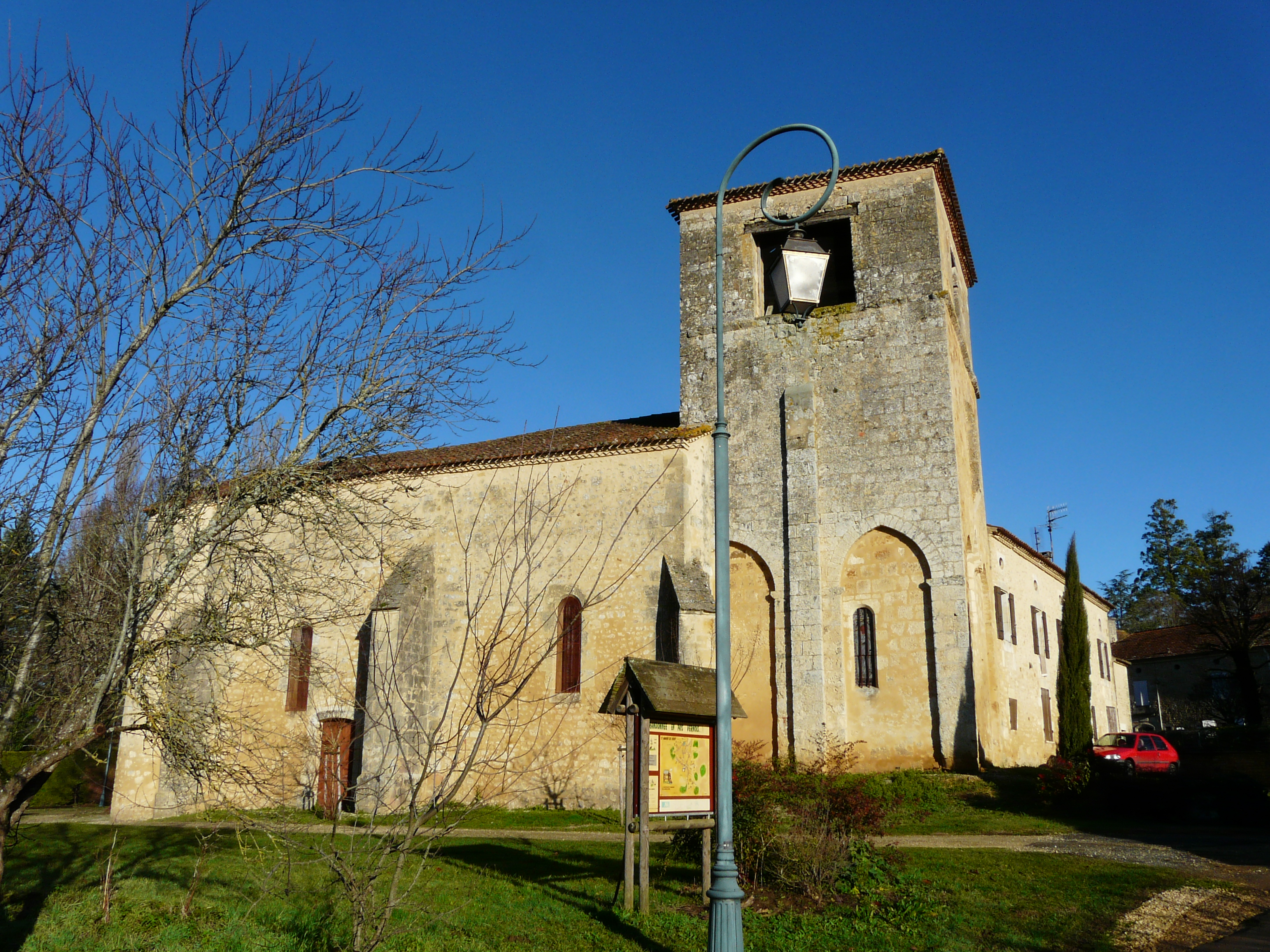
Pfarrkirche Saint-Amand

### PfarrkircheSaint-Amand
Sie wurde am Ende des 11. Jahrhunderts errichtet. Ihr romanischer Stil ist insbesondere am Glockenturm abzulesen, der eine Kuppel bekrönt, die alljährlich im Juli und August von einem Musikfestival beleuchtet wird.

## Wirtschaft und Infrastruktur
Die Gemeinde profitiert von seiner ländlichen Umgebung, um einen „grünen“ Tourismus zu entwickeln.

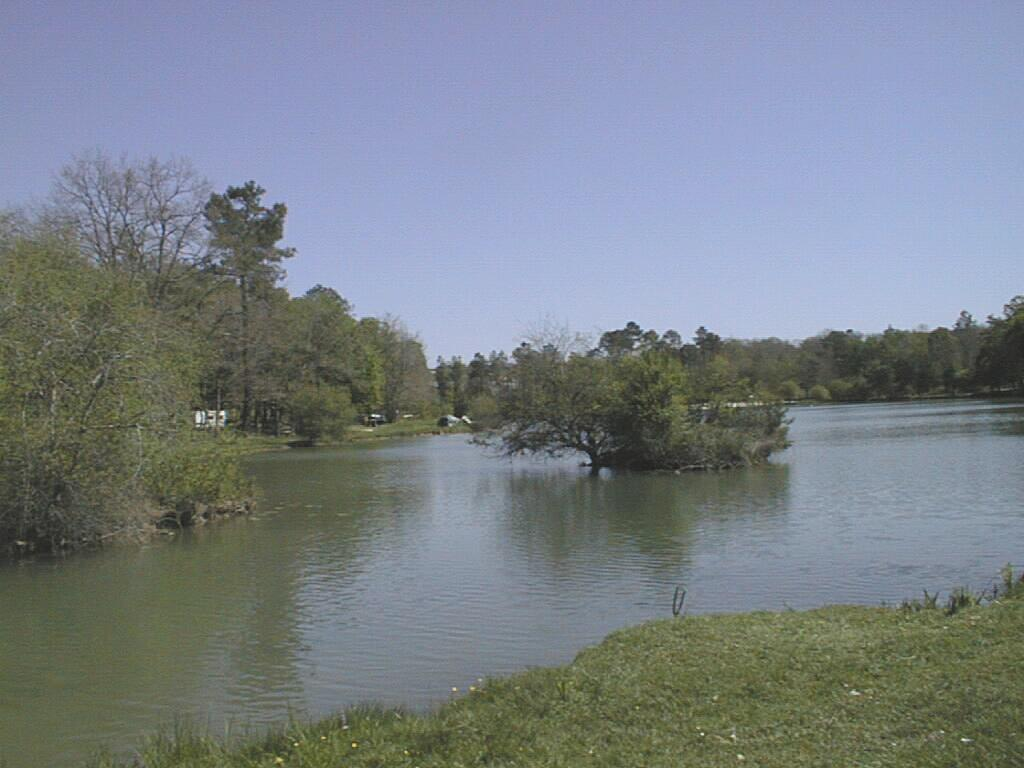
Lac de Neuf-Font

### Sport und Freizeit
- Der Lac de Neuf-Font bietet neben dem Campingplatz zwei Strände zum Baden im See an. Eine 75 m lange Wasserrutsche und Tretboote runden die Freizeitaktivitäten ab. Ein spezieller Bereich ist für Angler reserviert.[13]

- Der Radrundweg Circuit à vélo "Au Pays des Croquants" besitzt eine Länge von 39 km bei einem Höhenunterschied von 154 m. Er führt von Vergt durch das Gebiet des ehemaligen Kantons.[14]

### Verkehr
Die Route départementale 42 durchquert Saint-Amand-de-Vergt von West nach Ost und verbindet die Gemeinde mit den Nachbargemeinden Fouleix und Saint-Maime-de-Péreyrol im Westen und Saint-Michel-de-Villadeix im Osten. Saint-Maime-de-Péreyrol ist außerdem im Norden über die Routes départementales 8, 21 und 42E1 erreichbar.